# Sabellides elongatus
Sabellides elongatus är en ringmaskart som beskrevs av Ehlers 1913. Sabellides elongatus ingår i släktet Sabellides och familjen Ampharetidae. Inga underarter finns listade i Catalogue of Life.